# Intermission (film)
Intermission – film w reżyserii Johna Crowleya z 2003 roku.

## Role
- Colin Farrell jako Lehiff
- Cillian Murphy jako John
- Kelly Macdonald jako Deirdre
- Colm Meaney jako Jerry Lynch
- Deirdre O'Kane jako Noeleen
- Shirley Henderson jako Sally